# FreeCommander
FreeCommander 是 Windows 標準元件檔案總管的一個易於使用的替代品。該程序可以幫助您在 Windows 中進行日常工作。你可以找到管理資料文件庫存的所有必要功能。你可以隨時隨地使用FreeCommander  - 只需將安裝目錄複製到CD或USB-Stick上即可。
FreeCommander的主要功能：
- 雙面板技術 - 水平和垂直（亦可單一面板）
- 選項卡式界面
- 每個面板的可選目錄樹狀圖
- 內置文件查看器可以十六進制、二進制、純文字或圖像格式查看文件
- 內置 ZIP 處理：讀取、寫入和縮略圖
- 其他壓縮打包文件格式（页面存档备份，存于）的插件（RAR，7z，...）
- 鏈接瀏覽
- 輕鬆訪問系統文件夾、控制面板、桌面和開始選單
- 複製、移動、刪除、重命名文件和文件夾
- 拖放
- 文件搜索（包含壓縮檔）
- 創建MD5校驗文件與䮴證
- 抹除文件
- 批次命名工具
- 文件屬性和內容選單
- 計算文件夾大小
- 文件夾比較
- 文件夾同步
- 文件日期和屬性的修改
- 文件夾/程序收藏夾
- 文件過濾器（也可能是正則表達式）用於顯示和文件操作
- 用戶可自訂的欄位檢視
- DOS命令行
- 快速查看器
- 快速搜索
- 快速過濾器
- 快速啟動器
- 擷取畫面
- 所有快捷鍵都是可定義的
- 很多設置 - 你可以配置幾乎所有的設置
- 多語言支持

## 外部連結
- 屬於免費軟體的檔案管理器（页面存档备份，存于）